# Der Privatkrieg des Major Benson
Der Privatkrieg des Major Benson (englisch The Private War of Major Benson) ist eine US-amerikanische Militärkomödie aus dem Jahr 1955 über einen knallharten Offizier der US-Armee, der das JROTC-Programm der Sheridan Academy, einer katholischen Militärakademie für Jungen, auf Vordermann bringen muss oder aus der Armee entlassen wird.
Der Film wurde nicht neu verfilmt, aber seine Grundidee wurde in den folgenden vierzig Jahren zweimal aufgegriffen, in Hard Knox (1984) für das Fernsehen und vor allem in Major Payne (1995), einem weiteren Film von Universal.

## Handlung
Major Barney Benson, ein hartgesottener Soldat des Zweiten Weltkriegs und des Koreakriegs, der mit dem Distinguished Service Cross, dem Silver Star und zwei Combat Infantryman Badge ausgezeichnet wurde, gerät mit seinen Theorien über die Truppenausbildung in Friedenszeiten in Konflikt mit der Armeebürokratie. Als Buße für seine Verärgerung wird er zum Kommandanten der Sheridan Military Academy ernannt, einer von römisch-katholischen Nonnen geleiteten JROTC-Militärschule für Jungen.
Benson ist unglücklich mit seiner Aufgabe, obwohl er in die Schulärztin Kay Lambert verliebt ist, die seine Zuneigung erwidert. Er ist hart zu den Jungen, die auf seine unversöhnliche Haltung mit einer Petition an den Vater von Kadett Hibler reagieren, der Einfluss auf einen Kongressabgeordneten und durch ihn auf das Pentagon hat.
Benson ist gezwungen, die Footballmannschaft von Sheridan zu trainieren, die seit vier Jahren kein Spiel mehr gewonnen hat. Er bringt den Jungs das Notre-Dame-T-System bei, trainiert sie hart und führt sie zum ersten Mal zur Meisterschaft. Doch die Jungs sind nicht glücklich über ihre Meisterschaft, denn Benson hat ihnen den Spaß am Spiel genommen. Sie weigern sich, den Pokal, der an ihren Sieg erinnert, in die dafür vorgesehene Nische zu stellen. Benson ist zutiefst enttäuscht von sich, den Kadetten und der Schule.
Er wendet sich an seinen Kommandeur aus dem Krieg, Generalmajor Ramsey, und bittet um Versetzung. Was Benson nicht weiß: Die Leiterin der Schule, Pastorin Mutter Redempta, ist die Schwester des Generals. Sie hält General Ramsey über Bensons Fortschritte in Sheridan auf dem Laufenden. Der gescholtene Major Benson kehrt in die Schule zurück, fest entschlossen, die Jungen unter seinem Kommando besser zu verstehen.
Nach einem schlechten Tag auf dem Exerzierplatz, wo er versucht, die Kadetten auf die jährliche JROTC-Inspektion vorzubereiten, fährt Benson per Anhalter in die Stadt. Dort entdeckt er „Tiger“ Flaherty, den jüngsten Kadetten der Schule, der versucht, nach Hause nach Los Angeles zu fliehen. Er und Tiger unterhalten sich auf dem Rückweg zur Akademie, und Tiger zeigt dem Major, wie man sich unbemerkt zurück auf den Campus schleichen kann. Nachdem Kays Uhr, ein Geschenk des Kadettenkorps, verschwunden ist, spürt er sie auf und findet heraus, dass Kadett Hibler sich die Uhr „ausgeliehen“ hatte, um daran zu arbeiten. Er hatte sie auseinandergenommen, konnte sie aber nicht wieder zusammensetzen. Diebstahl ist in Sheridan ein Vergehen, das mit einem Schulverweis geahndet wird, aber Hibler kommt ohne Verweis davon, als er dem Major sein Motiv erklärt. Diese beiden Vorfälle veranlassen die Kadetten, ihre Meinung über Benson zu revidieren, aber die Petition ist bereits abgeschickt und die militärischen Mühlen mahlen. Es ist gut möglich, dass Benson deswegen aus der Armee entlassen wird.
General Ramsey kommt zu den jährlichen JROTC-Prüfungen nach Sheridan. Da Benson durch eine Masernerkrankung außer Gefecht gesetzt ist, hat Oberstleutnant Dusik das Kommando übernommen und trainiert die ihm unterstellten Kadetten unerbittlich, damit sie sich den Inspektoren einwandfrei präsentieren. Die Schule besteht den Test und sichert sich damit den Verbleib im JROTC-Programm. Der General teilt Major Benson mit, dass er zum Bataillonskommandeur in Fort Benning ernannt wurde und in etwa einem Jahr beste Aussichten auf eine Beförderung hat. Barney macht Kay einen Heiratsantrag, den sie annimmt. Die Schwestern, die die Akademie leiten, sind traurig über den Abschied der beiden, freuen sich aber trotzdem für das Paar.

## Besetzung und Synchronisation
Die deutsche Synchronisation des Films übernahm die Berliner Synchron GmbH Wenzel Lüdecke in Berlin, nach einem Dialogbuch und unter Dialogregie von Volker J. Becker.
| Rolle                            | Darsteller         | Deutscher Sprecher    |
| -------------------------------- | ------------------ | --------------------- |
| Major Bernard R. 'Barney' Benson | Charlton Heston    | Horst Niendorf        |
| 'Tiger' Flaherty                 | Tim Hovey          | Dieter Donner         |
| Col. Dusik                       | Sal Mineo          | Horst Gentzen         |
| Cpt. Duffield                    | Bob Nelson         | Hans Emons            |
| Dr. Kay Lambert                  | Julie Adams        | Marion Degler         |
| Gen. DeBay                       | William Forrest    | Siegfried Schürenberg |
| Gen. Ramsey                      | Milburn Stone      | Wolfgang Eichberger   |
| Hanratty                         | Mickey Little      | Wolfgang Condrus      |
| John                             | William Demarest   | Walter Werner         |
| junger Lieutenant                | David Janssen      | Eckart Dux            |
| Monsignore Collins               | Richard H. Cutting | Friedrich Joloff      |
| Mr. Hanratty                     | Taggart Casey      | Hans W. Hamacher      |
| Mr. Hibler                       | Don Haggerty       | Wolf Martini          |
| Sgt. Hibler                      | Tim Considine      | Michael Gebühr        |

## Produktionshintergrund
Der Film wurde 1955 auf dem Campus der St. Catherine's Military School gedreht, wobei mit Ausnahme der Hauptrollen alle Kadetten der Schule als Schauspieler auftraten. Universal-International wählte die Kadetten von St. Catherine und den Drehort für ihre humorvolle Komödie über die Herausforderungen, denen sich der neue Kommandant einer Militärschule aufgrund der Streiche einer Gruppe von Grundschulkadetten gegenübersieht. Ein ganzes Bataillon von Schülern der St. Catherine's war in dem Film zu sehen. Im Mai 1955 wird berichtet, dass Cary Grant ursprünglich daran interessiert war, die Rolle des „Major Bernard R. 'Barney' Benson“ zu spielen. Da der Vertrag jedoch nicht zustande kam, bekundete Charlton Heston Interesse an der Rolle. Heston wollte erreichen, dass Pine-Thomas Productions das Drehbuch kauft. Stattdessen kaufte es jedoch William Pines Sohn Howard, als dieser Produzent bei Universal wurde. Die Führungskräfte des Studios blieben der Geschichte gegenüber skeptisch, bis Heston der Hauptrolle zustimmte. Obwohl in einer Hollywood-Reporter-Meldung vom April 1954 erwähnt wurde, dass Lewis Meltzer mit dem Drehbuch beauftragt worden sei, werden in den Credits nur William Roberts und Richard Alan Simmons als Drehbuchautoren genannt. Meltzers Beitrag zum fertigen Film ist nicht bekannt.

## Auszeichnungen
Die Drehbuchautoren Joe Connelly und Bob Mosher wurden für den Oscar für die beste Originalgeschichte nominiert. Der Film wurde als bester Film auf dem Festival Internacional de Cine de San Sebastián 1955 nominiert.

## Kritiken
Bosley Crowther von der New York Times schrieb: „Der Privatkrieg des Major Benson, der gestern im Plaza angelaufen ist, beweist einmal mehr, dass man eine Schlacht gegen Kinder nicht gewinnen kann ... Es gibt viel zu lachen in diesem Film, auf Kosten des Vorgesetzten. Das ist vielleicht nicht regimentsmäßig, aber es ist populär.“
Der Filmdienst lobte: „Gut gespielte Komödie mit witzigen Dialogen und warmherzigem Grundton.“

## Einspielergebnisse
Der Privatkrieg des Major Benson wurde mit einem Budget von 750.000 Dollar gedreht. Er spielte an den Kinokassen 2,5 Millionen Dollar ein und war damit ein Erfolg für Universal. Charlton Heston wurde für seine Arbeit in diesem Film nicht pauschal bezahlt. Stattdessen entschied er sich für eine prozentuale Beteiligung am Einspielergebnis.